# قصر زرین
قصر زرّین فیلمی به کارگردانی محمدعلی فردین و نویسندگی سعید مطلبی محصول سال ۱۳۴۸ است. این فیلم که به صورت رنگی استیمن کالر سینما اسکوپ تولید شد،‌ محصول فیلمکو فیلمز می‌باشد.

## داستان
پدری متمول و خودخواه درمی یابد که دو پسرش با دو دختر از خانواده‌ای متوسط ازدواج کرده‌اند...

## بازیگران
اسامی بازیگران فیلم قصر زرین به شکل* و ترتیب نمایش در عنوان‌بندی آغازین فیلم  :
| شمارگان | بازیگران               | نقش‌ها            |
| ------- | ---------------------- | ---------------- |
| ۱       | محمدعلی فردین          | امیر، پسر کوچک   |
| ۲       | آذر شیوا               | سپیده            |
| ۳       | شهین                   | سوسن             |
| ۴       | کتایون                 |                  |
| ۵       | [منصور] سپهرنیا        | علی تلمبه        |
| ۶       | حبیب‌الله بلور          | امجد خان، پدر    |
| ۷       | نادره (حمیده خیرآبادی) | مادر             |
| ۸       | [محمد تقی] کهنمویی     | مباشر            |
| ۹       | [رضا] عبدی             |                  |
| ۱۰      | [محسن] مهدوی           | دکتر رضوی        |
| ۱۱      | [علی] میری             |                  |
| ۱۲      | لاله                   |                  |
| ۱۳      | محبوبه                 |                  |
| ۱۴      | اشرف کاشانی            |                  |
| ۱۵      | شهرزاد (کبری سعیدی)    |                  |
| ۱۶      | شمسی فضل‌اللهی          |                  |
| ۱۷      | ناصر ملک مطیعی         | ناصر، پسر بزرگتر |

* اسامی داخل کروشه و پرانتز در عنوان بندی و یا پوستر درج نشده‌اند، به معنی که این بازیگران در زمان خود به این نامها شهرت داشته‌اند.

## نمایش فیلم
فیلم «قصر زرین» برای بار نخست در تاریخ پنج‌شنبه ۲۰ آذر ۱۳۴۸ خورشیدی همزمان با عید فطر، در ۱۰ سینما در تهران و همزمان در شهرستانها به نمایش درآمد . این فیلم جایگزین فیلم ترکی «همیشه در قلب منی» (۱۹۶۸) (به ترکی استانبولی: Artık Sevmeyeceğim) در گروه سینمایی اونیورسال شد .
سینماهای نمایش‌دهنده فیلم «قصر زرین» در تهران، در گروه سینمایی اونیورسال شامل ۱۰ سینمای اونیورسال، اروپا، آسیا، میامی، ایران، تیسفون، ساینا، پانوراما و مونت‌کارلو و آستارا (تجریش) بودند.
سینماهای نمایش‌دهنده فیلم در شهرستانها شامل فردوسی و هما در مشهد، چهار باغ، مایاک و مهتاب در اصفهان، پارامونت، پاسارگاد و ایران در شیراز، کریستال و متروپل در تبریز، دنیا در اهواز و سینما آتلانتیک در کرمانشاه بودند.
فیلم «قصر زرین»، پس از سه هفته نمایش در تهران، در گروه سینمایی اونیورسال در تاریخ پنج‌شنبه ۱۱ دی ۱۳۴۸ جای خود را به فیلم «دنیای آبی» (صابر رهبر) در این گروه سینمایی داد  .

## گروه موسیقی
- موزیک متن: روبیک منصوری
- آهنگسازان: فرهنگ شریف و پرویز مقصدی
- خوانندگان: ایرج و عهدیه